# Puquios

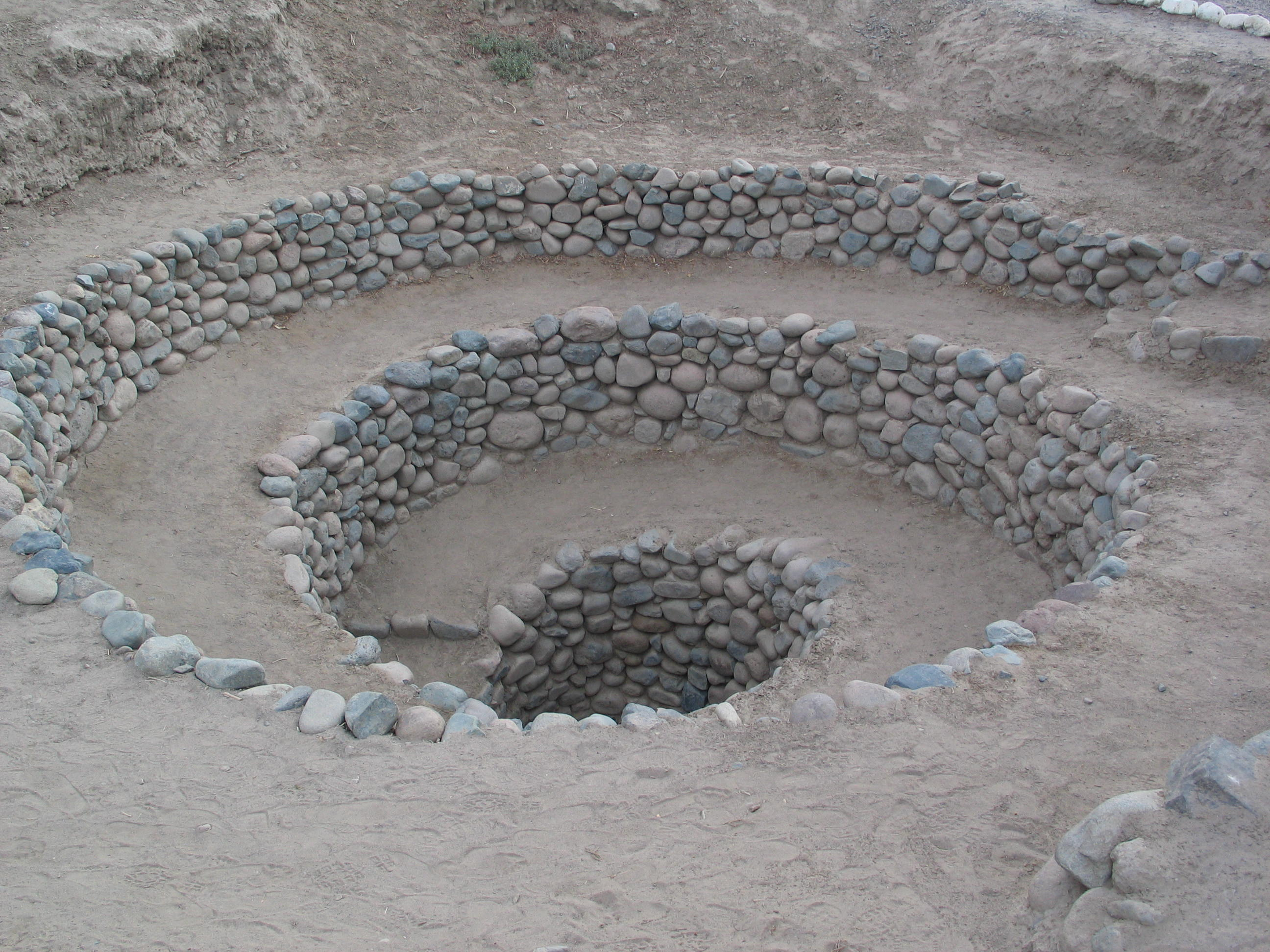
Akwedukt kultury Nazca, płaskowyż Nazca (Peru)

Puquios – zespół akweduktów, tuneli i studni kultury Nazca, znajdujący się ok. 10 km od peruwiańskiej miejscowości Nazca w Zona Arqueologica Cantalloc. Niektóre obiekty tego zespołu są wykorzystywane do dziś przez miejscową ludność.